# Международный день спорта на благо развития и мира
Междунаро́дный день спорта на благо развития и мира (на  официальных языках ООН: англ. International Day of Sport for Development and Peace, араб. االيوم الدولي للرياضة من أجل التنمية والسلام, ‎исп. Día Internacional del Deporte para el Desarrollo y la Paz, кит. 体育促进发展和和平国际日, рус. Международный день спорта на благо развития и мира, фр. Journée internationale du sport au service du développement et de la paix
) — отмечается 6 апреля. Провозглашён Генеральной Ассамблеей ООН 23 августа 2013 года (Резолюция A/RES/67/296) на 96-м пленарном заседании. Генеральная Ассамблея предлагает заинтересованным сторонам сотрудничать в деле проведения Международного дня спорта на благо развития и мира, отмечать его и способствовать повышению осведомленности о нем.
В своём послании 2014 года Генеральный секретарь ООН Пан Ги Мун призвал:

В нынешнем году мы впервые в истории отмечаем Международный день спорта на благо мира и развития.
Нам в Организации Объединенных Наций известно о том, что спорт — это универсальный язык, объединяющий группы людей и нации, несмотря на существующие разногласия.
Спорт расширяет возможности молодежи и способствует укреплению здоровья и упрочению таких ценностей Организация Объединенных Наций, как равенство, взаимное уважение и справедливость.
Спорт помогает нам распространять идеи мира, осуществлять социальные преобразования и продвигаться вперед в деле достижения целей в области развития, сформулированных в Декларации тысячелетия.
В ходе проведения Международного дня особое внимание будет уделяться тому, как спорт может способствовать осуществлению прав человека, устранению существующих препятствий и укреплению солидарности в глобальном масштабе.
Для достижения наших целей нам необходимо участие всех «игроков» — правительств, международных организаций, спортивного сектора, гражданского общества и многих других.
Я настоятельно призываю всех граждан мира поддержать это растущее движение и влиться в наши ряды, с тем чтобы использовать возможности спорта для улучшения жизни всех людей.